# Conioscinella grisescens
Conioscinella grisescens är en tvåvingeart som först beskrevs av Curtis W. Sabrosky 1940.  Conioscinella grisescens ingår i släktet Conioscinella och familjen fritflugor. Inga underarter finns listade i Catalogue of Life.